# Jane Jones

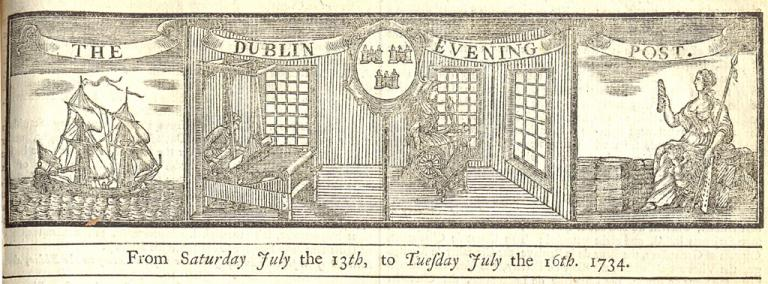
Ours pour le Dublin Evening Post en 1734

Jane Jones (morte en 1739) est une imprimeuse, libraire et propriétaire de journaux irlandais.

## Biographie
Jane Jones est l'épouse de Theophilus Jones, un libraire, un imprimeur et propriétaire d'un journal et un descendant possible de Sir Theophilus Jones. Elle est décrite comme une femme de naissance. Jones est veuve en avril 1736, elle annonce continuer les affaires de son mari pour soutenir sa grande famille. Elle continue d'imprimer le Dublin Evening Post depuis Clarendon Street jusqu'au 31 mars 1739. Elle publie également Life of Prince Eugene of Saxony (1737), Amusements de Spa by Karl Ludwig von Pöllnitz (1737), Complete English tradesmen by Daniel Defoe (1738), et Letter to a lady, in praise of female learning by Wetenhall Wilkes (1739). Jones commence à imprimer l'Histoire des évêques d'Irlande par Sir James Ware en 1739, mais meurt en mai 1739 avant de la terminer. Sa fille, Elizabeth, reprend l'entreprise aidée par deux de ses sœurs. Elles continuent à opérer à partir de la rue Clarendon pendant deux autres années, imprimant l'ensemble complet des œuvres de Ware avec History of the civil wars of France de France par Enrico Caterino Davila (1740). Elizabeth épouse un graveur, Thomas Dixon, en 1756 et a alors depuis longtemps cessé de travailler comme imprimeur ou libraire,,.